# (21053) 1990 VE
1990 في إي (ويعرف أيضًا باسم (21053) 1990 في إي وفق تسمية الكوكب الصغير) (بالإنجليزية: 1990 VE)‏ هو كويكب ضمن حزام الكويكبات؛ وترتيبه 21053 من حيث الاكتشاف.
اكتُشف هذا الجُرم الفلكي بواسطة Akira Natori ‏ في 10 نوفمبر 1990.

## وصلات خارجية
- (21053) 1990 VE في قاعدة بيانات مختبر الدفع النفاث لأجرام النظام الشمسي الصغيرة

- الاكتشاف · مخطط المدار ·  العناصر المدارية · المعلمات المادية

- (21053) 1990 VE على موقع ويكي سكاي: DSS2, SDSS, GALEX, IRAS, Hydrogen α, X-Ray, Astrophoto, Sky Map, Articles and images